# Moxostoma carinatum
Moxostoma carinatum és una espècie de peix de la família dels catostòmids i de l'ordre dels cipriniformes.

## Morfologia
Els mascles poden assolir els 77 cm de longitud total.

## Distribució geogràfica
Es troba a Nord-amèrica.